# PDS 70
PDS 70 (V1032 Centauri) — зоря малої маси типу T Тельця у сузір'ї Центавра, розташована приблизно за 370 світлових років від Землі. Зоря має масу 0,82 М☉ та радіус 1,39 R☉. Її вік становить приблизно 10 млн років. Зоря має протопланетний диск, що містить екзопланету PDS 70b, яка перебуває на стадії утворення. Це перша підтверджена екзопланета, виявлена на стадії утворення.

## Протопланетний диск
Припущення про існування протопланетного диску в PDS 70 з'явилося 1992 року. Гіпотеза була підтверджена у 2006 році. Радіус диска становить 140 а. о. У 2012 році в диску виявлено великий розрив (бл. 65 а. о.), який, за припущеннями, утворений планетою, що формується. Згодом було виявлено, що розрив є неоднорідним та має декілька ділянок, що вказує на утворення кількох планет.
У 2018 році за допомогою телескопа VLT у диску виявлено екзопланету, яку назвали PDS 70b. За оцінками, її маса у кілька разів перевищує масу Юпітера. Температура на поверхні близько 1000 °С та існує атмосфера з хмарами. Радіус орбіти становить близько 20 а. о.